# Laburrus similis
Laburrus similis är en insektsart som beskrevs av Vilbaste 1965. Laburrus similis ingår i släktet Laburrus och familjen dvärgstritar. Inga underarter finns listade i Catalogue of Life.